# اسپاتسوود، نیوجرسی
اسپاتسوود (به انگلیسی: Spotswood) شهری در ایالت نیوجرسی کشور ایالات متحده آمریکا است که جمعیت آن در سرشماری سال ۲۰۱۰ میلادی، ۸٬۲۵۷ نفر بوده‌است.